# ヴェッダスカ
ヴェッダスカ（イタリア語: Veddasca）は、イタリア共和国ロンバルディア州ヴァレーゼ県マッカーニョ・コン・ピーノ・エ・ヴェッダスカにある分離集落（フラツィオーネ）。
かつては独立した自治体（コムーネ）であったが、2014年2月4日、マッカーニョ、ピーノ・スッラ・スポンダ・デル・ラーゴ・マッジョーレと合併し、新自治体の一部となった。

## 地理

### 位置・広がり

#### 隣接コムーネ
コムーネとしてのヴェッダスカは、以下のコムーネと隣接していた。括弧内のCH-TIはスイスティチーノ州所属。
- Caviano (CH-TI)
- クリーリア・コン・モンテヴィアスコ
- ドゥメンツァ
- Indemini (CH-TI)
- マッカーニョ
- ピーノ・スッラ・スポンダ・デル・ラーゴ・マッジョーレ
- Sant'Abbondio (CH-TI)